# سازمان ملی استاندارد ایران
سازمان ملی استاندارد ایران تدوین‌کننده قوانین و قواعد مرتبط با استاندارد و اجراکننده و نظارت‌کننده بر آن‌ها می‌باشد.
سازمان استاندارد ایران دارای ساختار دولتی به‌صورت زیرمجموعه نهاد ریاست‌جمهوری است. تقریباً کلیهٔ تولیدات ناخالص داخلی کشور به خصوص در زمینه مواد غذایی، نشان استاندارد در کنار سیب سلامت سازمان غذا و دارو حک می گردد. 

## تاریخچه

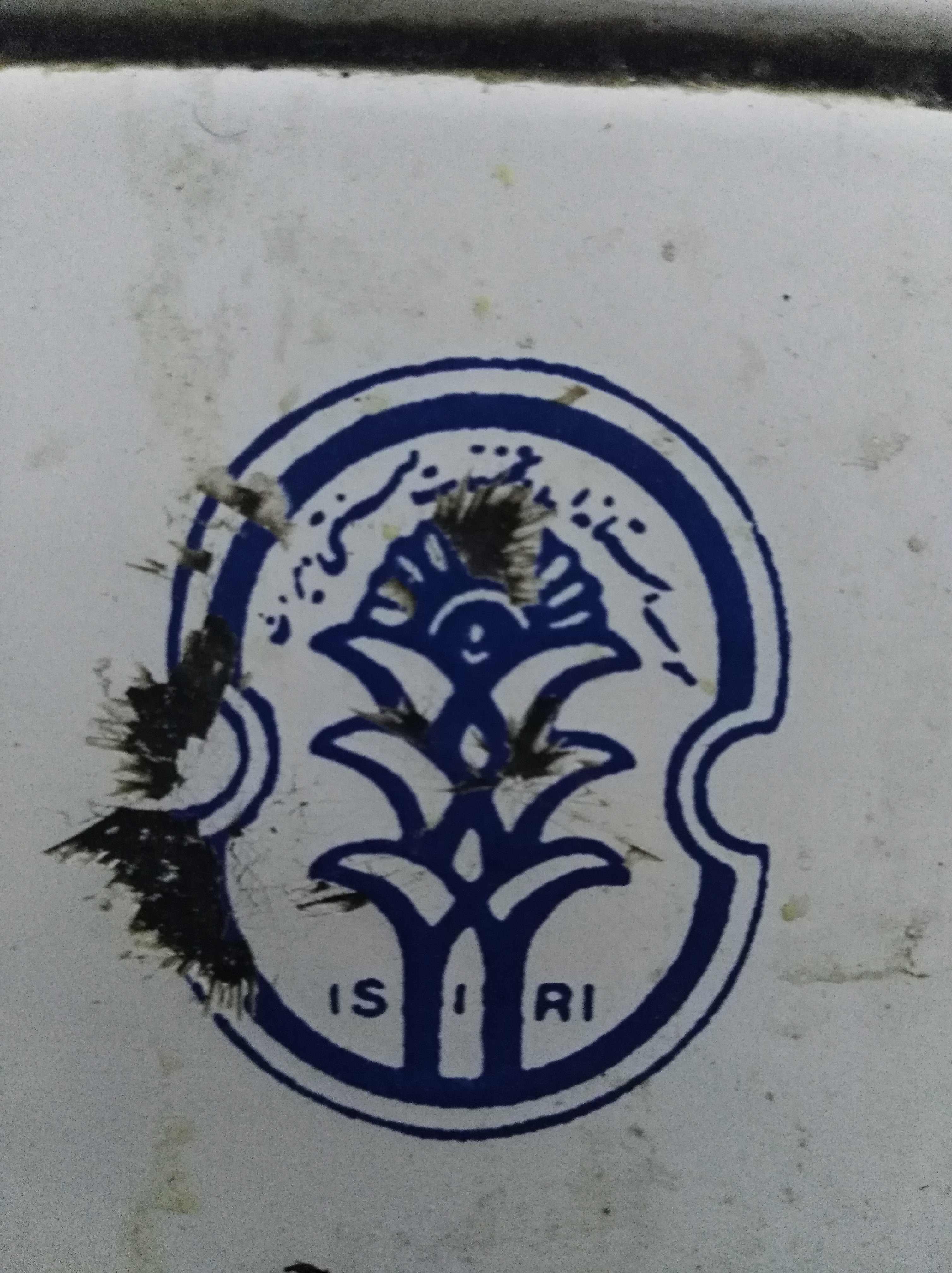
نشان قدیمی سازمان استاندارد

نشان مؤسسه استاندارد و تحقیقات صنعتی ایران قبل از تغییر به سازمان ملی استاندارد ایران

در سال ۱۳۰۴ خورشیدی اولین حرکت مدون در ارتباط با استاندارد و استاندارد نویسی در ایران با تصویب قانون اوزان و مقیاسها آغاز گردید.
در سال ۱۳۳۲ به‌صورت یک اداره آزمایشگاهی زیر نظر اداره بازرگانی تأسیس گردید که در زمینه کنترل کالاهای وارداتی، صادراتی و تولیدات داخل کشور فعالیت نماید.
در سال ۱۳۳۹ قانون «اجازه تأسیس مؤسسه استاندارد ایران» در شش ماده به تصویب مجلس وقت رسید.
در این سال ایران رسماً به عضویت سازمان بین‌المللی استاندارد پذیرفته شد.
در سال ۱۳۴۴ اساسنامه مؤسسه به تصویب دو مجلس رسید.
در سال ۱۳۴۹ قانون مواد الحاقی به قانون مؤسسه استاندارد و تحقیقات صنعتی ایران شامل هفده ماده و دو تبصره به تصویب مجلسین وقت رسید.
در سال ۱۳۵۳ با فروپاشی وزارت اقتصاد، مؤسسه استاندارد زیرمجموعه وزارت صنایع و معادن قرار گرفت.
در سال ۱۳۵۴ ایران با امضای کنوانسیون متر به این پیمان ملحق شد که از اقدامات اساسی برای هماهنگ‌کردن سیستم متریک در کشور بود.
در سال ۱۳۷۱ قانون اصلاح قوانین و مقررات مؤسسه استاندارد و تحقیقات صنعتی ایران شامل ۳۰ ماده و ۲۲ تبصره از تصویب مجلس شورای اسلامی گذشت که جایگزین کلیه قوانین و مقررات قبلی مؤسسه شد.
در سال ۱۳۹۶ طرح ارتقای سازمان ملی استاندارد پس از شش سال بحث و بررسی در مجلس شورای اسلامی و تصویب آن توسط رئیس‌جمهور ابلاغ گردید و قانون تقویت و توسعه نظام استاندارد جایگزین قوانین قبلی شد.
سازمان ملی استاندارد ایران تنها سازمانی در ایران است که بر طبق قانون می‌تواند استاندارد رسمی فراورده‌ها را تعیین و تدوین و اجرای آن‌ها را با کسب موافقت شورای‌عالی استاندارد اجباری اعلام نماید.
این سازمان بنا به دلایل نامعلومی نماد سازمانی خود را عوض نموده‌است.

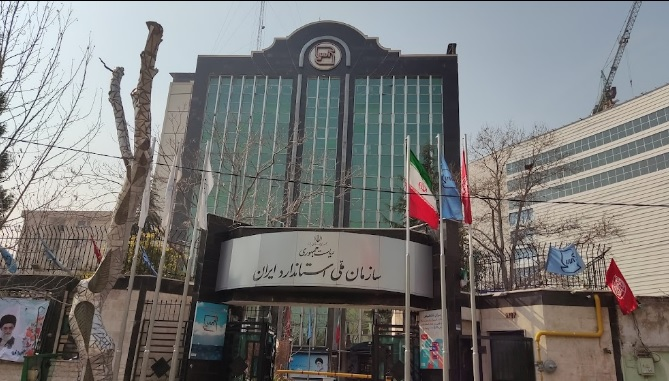
سازمان ملی استاندارد ایران-ونک

## وظایف سازمان
- تدوین و نشر استانداردهای ملی (رسمی) به‌عنوان تنها مرجع رسمی این وظیفه در کشور
- انجام تحقیقات به‌منظور تدوین استاندارد، بالا بردن کیفیت کالاهای تولید داخلی، کمک به بهبود روش‌های تولید و کارایی صنایع
- ترویج استانداردهای ملی
- نظارت بر اجرای استانداردهای اجباری
- کنترل کیفی کالاهای صادراتی مشمول استاندارد اجباری و جلوگیری از صدور کالاهای نامرغوب به‌منظور فراهم نمودن امکانات رقابت با کالاهای مشابه خارجی و حفظ بازارهای بین‌المللی
- کنترل کیفیت کالاهای وارداتی مشمول استاندارد اجباری به‌منظور حمایت از مصرف‌کنندگان و تولیدکنندگان داخلی و جلوگیری از ورود کالاهای نامرغوب
- مشارکت در تدوین استانداردهای بین‌المللی به‌عنوان سیستم رسمی اوزان و ب(دستگاه بین‌المللی یکاها) ترویج سیستم بین‌المللی یکاها-مقیاس‌ها در کشور و کالیبره کردن وسایل سنجش با مرجعیت اداره اوزان و مقیاس‌ها دفتر بین‌المللی اوزان و مقیاس‌ها
- آزمایش و تطبیق نمونه کالا با استانداردهای مربوط، اعلام مشخصات و اظهارنظر مقایسه‌ای و صدور گواهینامه‌های لازم
- آموزش مستمر مسوولین کنترل کیفیت واحدهای تولیدی

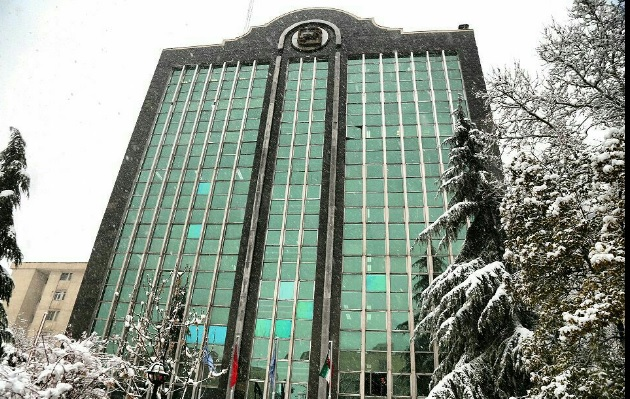
سازمان ملی استاندارد ایران-ستاد ونک

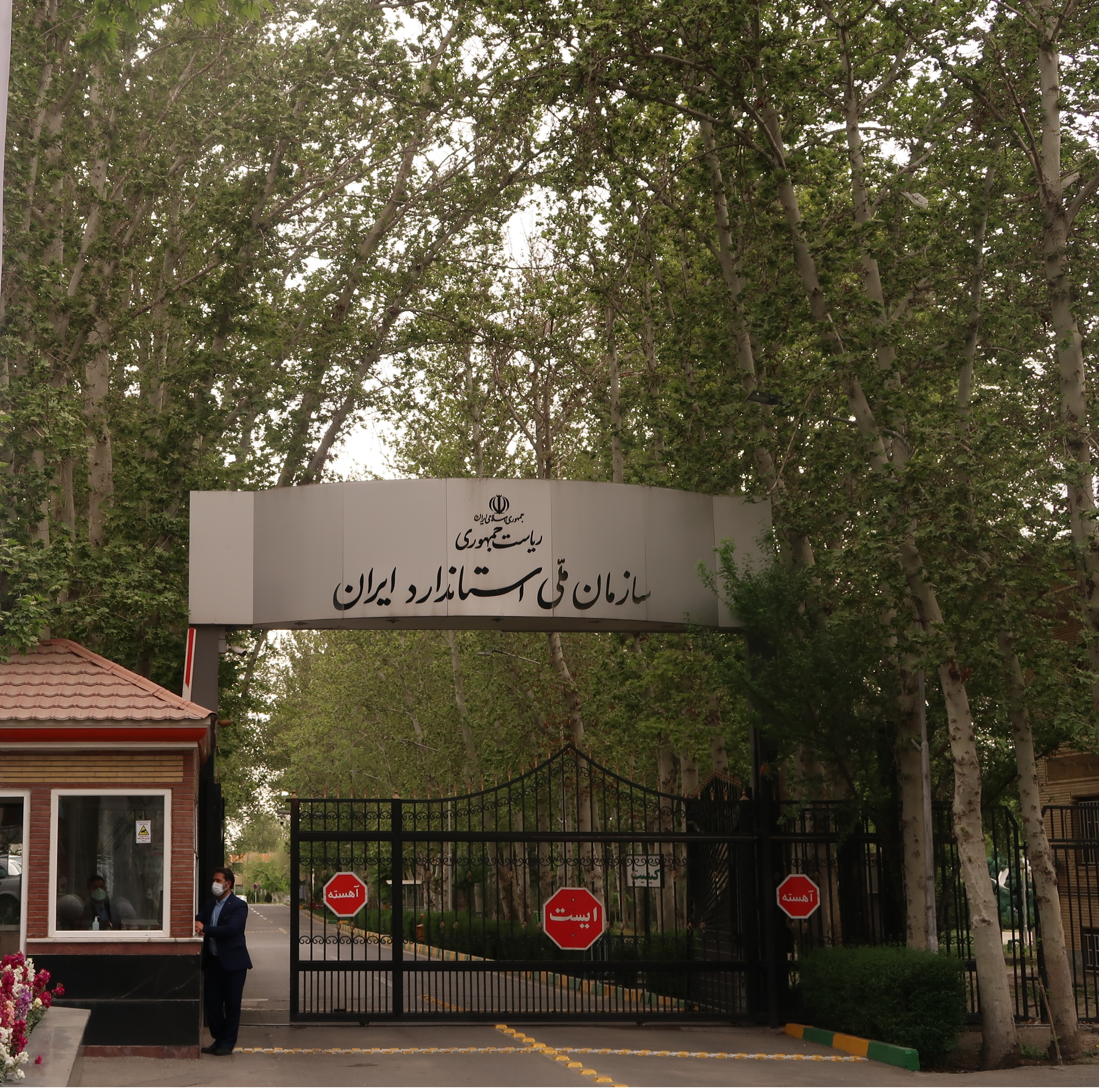
سازمان ملی استاندارد ایران-کرج

## مرجعیت قانونی
- تعیین، تدوین و انتشار استانداردهای ملی (رسمی) به استثنای مواد دارویی
- تعیین ویژگی کالاها و مقایسه آن با استانداردهای مربوط به استثنای مواد دارویی
- اجرای سیستم بین‌المللی یکاها و کالیبره کردن وسایل سنجش
- انگ‌گذاری و تعیین عیار فلزات گرانبها
- مرجعیت صنعت جوش
- اعطای جایزه ملی کیفیت ایران
- تاًیید صلاحیت شرکت‌ها و مؤسسات بازرسی‌کننده داخلی و خارجی (سورویانس)، آزمایشگاه‌ها، کارشناسان استاندارد و گواهی‌دهندگان نظام‌های سیستم‌های مدیریت کیفیت و مدیریت زیست‌محیطی

توضیح: آزمایشگاه‌های سازمان در سطح کشور به‌عنوان آزمایشگاه‌های مرجع شناخته شده‌است.
لازم است ذکر شود که مرجعیت قانونی به مفهوم این است که انجام آن‌ها از وظایف مؤسسه استاندارد می‌باشند که هر گونه فعالیت سایر سازمان‌ها و شرکت‌ها در این زمینه‌ها مشروط به موافقت مؤسسه استاندارد و دارا بودن مجوز فعالیت از طرف آن سازمان است.

### موازی‌کاری بخشی از وزارت بهداشت با سازمان ملی استاندارد ایران
محوریت سازمان ملی استاندارد بر اساس چهار نهاد مستقل، اندازه‌شناسی، استانداردسازی، تأیید صلاحیت و ارزیابی انطباق می‌باشد.
نظارت بر کلیهٔ کالاها، به‌جز «داروها» بر عهدهٔ سازمان ملی استاندارد ایران است، دراین‌بین از نظرات کارشناسان وزارت بهداشت نیز، کمک گرفته می‌شود.

## ارکان سازمان
مطابق ماده ۳۳ «قانون تقویت و توسعه نظام استاندارد»، ارکان سازمان شامل «شورای‌عالی استاندارد» و رئیس سازمان می‌باشد و مطابق ماده ۳۶ همین قانون، رئیس سازمان با پیشنهاد رئیس‌جمهور یا معاون اول وی و تأیید شورای‌عالی استاندارد و با حکم رئیس‌جمهور برای مدت چهار سال انتخاب می‌شود.
در حالی که پیش از این، مطابق ماده ۲۱ قانون سابق مؤسسه، رئیس مؤسسه به پیشنهاد وزیر صنایع و معادن و تصویب شورای‌عالی و حکم رئیس‌جمهور برای مدت سه سال انتخاب می‌شد و طبق ماده ۲۸ آن قانون، رئیس مؤسسه حکم معاون وزیر صنایع را داشت.

## شورای‌عالی استاندارد
اعضای شورای‌عالی استاندارد عبارتند از:
- رئیس‌جمهور (رئیس شورا)
- رئیس سازمان ملی استاندارد ایران (دبیر شورا)
- رئیس سازمان برنامه و بودجه کشور
- رئیس سازمان حفاظت محیط زیست
- وزیر امور اقتصادی و دارایی
- وزیر علوم، تحقیقات و فناوری
- وزیر راه و شهرسازی
- وزیر جهاد کشاورزی
- وزیر صنعت، معدن و تجارت
- وزیر بهداشت، درمان و آموزش پزشکی
- وزیر نفت
- وزیر نیرو
- وزیر تعاون، کار و رفاه اجتماعی
- وزیر ارتباطات و فناوری اطلاعات
- وزیر دفاع و پشتیبانی نیروهای مسلح
- دادستان کل کشور
- رئیس سازمان بازرسی کل کشور
- دو نفر از نمایندگان مجلس شورای اسلامی مرتبط با حوزه استاندارد
- رئیس اتاق بازرگانی، صنایع، معادن و کشاورزی ایران
- رئیس اتاق تعاون ایران
- رئیس اتاق اصناف ایران
- چهار نفر متخصص باتجربه در امور استاندارد به پیشنهاد رئیس سازمان و حکم رئیس‌جمهور برای مدت چهار سال
- رئیس سازمان صدا و سیمای جمهوری اسلامی ایران
- رئیس مرکز ملی تأیید صلاحیت ایران
- رئیس شورای رقابت

## مدیران سازمان
مدیران سازمان استاندارد از سال ۱۳۵۸ تاکنون عبارت‌اند از:
1. هوشنگ مقبلی ۱۳۵۸
2. احمد لواسانی ۱۳۶۲ – ۱۳۵۸
3. علی حکیم عطار ۱۳۶۷ – ۱۳۶۲
4. علی‌اصغر توفیق ۱۳۶۹ – ۱۳۶۷
5. میر احمد سادات ۱۳۷۷ – ۱۳۶۹
6. احمد دوست حسینی ۱۳۷۹ – ۱۳۷۷
7. سید محمدعلی ابریشمی ۱۳۸۳ – ۱۳۷۹
8. علی‌اصغر توفیق ۱۳۸۵ – ۱۳۸۳
9. محمد ناظمی اردکانی ۱۳۸۶ – ۱۳۸۵
10. نظام‌الدین برزگری ۱۳۹۲ – ۱۳۸۶
11. نیره پیروزبخت ۱۳۹۹ – ۱۳۹۲
12. غلامرضا شریعتی ۱۴۰۰ – ۱۳۹۹
13. مهدی اسلام‌پناه ۱۴۰۳ – ۱۴۰۰[۱۱]
14. فرزانه انصاری تاکنون – ۱۴۰۳[۱۲][۱۳]